# Emmanuel FC
O Emmanuel Futebol Clube é uma equipa desportiva de Díli, em Timor-Leste.
Entre os anos de 2017 e 2019, disputou a terceira divisão do campeonato nacional de futebol, sendo promovida neste último para a segunda divisão da LFA.

## Copa FFTL
Em 2020 o clube disputou a Copa FFTL.
A competição organizada pela Federação Timorense de Futebol (com o apoio do governo local) foi realizada para substituir e compensar o campeonato Timorense de futebol, sendo também uma forma de manter o calendário dos clubes durante o período de pandemia de Covid-19.
Participaram da competição as equipes da primeira e da segunda divisão.
A equipe do Emmanuel FC participou da competição deviso ao fato de ter conseguido, na temporada passada, o acesso à segunda divisão de 2020.
A competição foi conquistada pela equipe do FC Lalenok United,  e que teve como artilheiro o atacante Mouzinho de Lima do Sport Laulara e Benfica,  que marcou 14 gols.

## 2021
Em 2021, o clube disputou o Campeonato Timorense de Futebol - Segunda Divisão.
Na primeira rodada, vitória por 2-1 contra a equipe FC Nagarjo. Na segunda rodada veio a única derrota da equipe na competição, 2-0 para a equipe do Santa Cruz.
Na terceira rodada, a equipe voltou a vencer, 3-1 contra o Lica-Lica Lemorai. Na quarte rodada, mais uma vitória, dessa vez a equipe exagerou, 7-0 contra o Kablaki. E na quinta e última rodada da fase de grupo meteram outra goleada, 6-0 no Atlético Ultramar.
A equipe comandada pelo treinador Emelio da Silva, somou 12 pontos e a fase grupos em primeiro lugar do grupo B, classificando assim para final junto com o F.C. Académica, primeiro lugar do grupo A.
Na final, o Emmanuel FC derrotou o F.C. Académica  por 2-0, gols marcados pelo atacante Alexandre Morreira (o primeiro aos 11 e o segundo aos 45 minutos de jogo) tornando-se campeão da competição.
Com o título, o clube conseguiu também uma das quatro vagas para o acesso à Primeira Divisão de 2022. Esse é o segundo acesso da equipe, que em 2019 no grupo B, somou 15 pontos de forma invicta e conseguiu o acesso a Segunda Divisão junto com a equipe A.S. Marca que somou 10.